# فالي فيو (يورك)
فالي فيو، مقاطعة يورك (بنسلفانيا) (بالإنجليزية: Valley View, York County, Pennsylvania)‏ هي منطقة سكنية تقع في الولايات المتحدة في مقاطعة يورك (بنسيلفانيا). يقدر عدد سكانها بـ 2,817 نسمة ومساحتها 2.0 كم2 .

## التركيبة السكانية
حدّد مكتب تعداد الولايات المتحدة بيانات التركيبة السكانية لفالي فيو في تعداد الولايات المتحدة. في ما يلي، التركيبة السكانية حسب تعدادي 2000 و2010.

### تعداد عام 2000
بلغ عدد سكان فالي فيو 2,743 نسمة بحسب تعداد عام 2000، وبلغ عدد الأسر 1,196 أسرة وعدد العائلات 840 عائلة مقيمة في المنطقة السكنية. في حين سجلت الكثافة السكانية 1,371.5 نسمة لكل كيلومتر مربع (3,552.2/ميل2). وبلغ عدد الوحدات السكنية 1,252 وحدة بمتوسط كثافة قدره 626 لكل كيلومتر مربع (1,621.3/ميل2).
وتوزع التركيب العرقي للمنطقة السكنية بنسبة 96.86% من البيض و1.68% من الأمريكيين الأفارقة و0.04% من الأمريكيين الأصليين و0.77% من الأمريكيين ذوي الأصول الآسيوية و0.07% من الأعراق الأخرى و0.58% من عرقين مختلطين أو أكثر و0.91% من الهسبانيون أو اللاتينيون من أي عرق.
بلغ عدد الأسر 1,196 أسرة كانت نسبة 25.9% منها لديها أطفال تحت سن الثامنة عشر تعيش معهم، وبلغت نسبة الأزواج القاطنين مع بعضهم البعض 59.8% من أصل المجموع الكلي للأسر، ونسبة 8.1% من الأسر كان لديها معيلات من الإناث دون وجود شريك، بينما كانت نسبة 2.3% من الأسر لديها معيلون من الذكور دون وجود شريكة وكانت نسبة 29.8% من غير العائلات. تألفت نسبة 25.1% من أصل جميع الأسر من عدة أفراد يعيشون في نفس المنزل ونسبة 12.3% كانت تتألف من شخص يعيش بمفرده يبلغ من العمر 65 عاماً أو أكثر. وبلغ متوسط حجم الأسرة المعيشية 2.29، أما متوسط حجم العائلات فبلغ 2.71.
بلغ العمر الوسطي للسكان 43.3 عاماً. وكانت نسبة 19.2% من القاطنين تحت سن الثامنة عشر، وكانت نسبة 4.6% بين الثامنة عشر والرابعة والعشرين عاماً، ونسبة 28.9% كانت واقعةً في الفئة العمرية ما بين الخامسة والعشرين والرابعة والأربعين عاماً، ونسبة 24.7% كانت ما بين الخامسة والأربعين والرابعة والستين، ونسبة 22.2% كانت ضمن فئة الخامسة والستين عاماً فما فوق. يوجد لكل 100 أنثى 89.4 ذكر، ويوجد لكل 100 أنثى في الثامنة عشر من عمرها فما فوق 88.9 ذكر.
بلغ متوسط دخل الأسرة في المنطقة السكنية 51,063 دولارًا، أما متوسط دخل العائلة فبلغ 54,698 دولارًا. وكان متوسط دخل الذكور 40,972 دولارًا مقابل 28,750 دولارًا للإناث. وسجل دخل الفرد الخاص بالمنطقة السكنية 27,794 دولارًا. وكانت نسبة 0% من العائلات ونسبة 0.9% من السكان تحت خط الفقر، وكان من هؤلاء نسبة 0% تحت سن الثامنة عشر ونسبة 2.4% في الخامسة والستين من العمر وما فوق.

### تعداد عام 2010
بلغ عدد سكان فالي فيو 2,817 نسمة بحسب تعداد عام 2010، وبلغ عدد الأسر 1,193 أسرة وعدد العائلات 799 عائلة مقيمة في المنطقة السكنية. في حين سجلت الكثافة السكانية 1,408.5 نسمة لكل كيلومتر مربع (3,648.0/ميل2). وبلغ عدد الوحدات السكنية 1,232 وحدة بمتوسط كثافة قدره 616 لكل كيلومتر مربع (1,595.4/ميل2).
وتوزع التركيب العرقي للمنطقة السكنية بنسبة 91.84% من البيض و3.27% من الأمريكيين الأفارقة و0.35% من الأمريكيين الأصليين و1.60% من الأمريكيين ذوي الأصول الآسيوية و0.11% من سكان جزر المحيط الهادئ و1.35% من الأعراق الأخرى و1.49% من عرقين مختلطين أو أكثر و3.73% من الهسبانيون أو اللاتينيون من أي عرق.
بلغ عدد الأسر 1,193 أسرة كانت نسبة 27.3% منها لديها أطفال تحت سن الثامنة عشر تعيش معهم، وبلغت نسبة الأزواج القاطنين مع بعضهم البعض 53.5% من أصل المجموع الكلي للأسر، ونسبة 10.1% من الأسر كان لديها معيلات من الإناث دون وجود شريك، بينما كانت نسبة 3.4% من الأسر لديها معيلون من الذكور دون وجود شريكة وكانت نسبة 33% من غير العائلات. تألفت نسبة 26.7% من أصل جميع الأسر من عدة أفراد يعيشون في نفس المنزل ونسبة 11.6% كانت تتألف من شخص يعيش بمفرده يبلغ من العمر 65 عاماً أو أكثر. وبلغ متوسط حجم الأسرة المعيشية 2.36، أما متوسط حجم العائلات فبلغ 2.88.
بلغ العمر الوسطي للسكان 41.4 عاماً. وكانت نسبة 21.7% من القاطنين تحت سن الثامنة عشر، وكانت نسبة 6.4% بين الثامنة عشر والرابعة والعشرين عاماً، ونسبة 26.7% كانت واقعةً في الفئة العمرية ما بين الخامسة والعشرين والرابعة والأربعين عاماً، ونسبة 27.5% كانت ما بين الخامسة والأربعين والرابعة والستين، ونسبة 17.7% كانت ضمن فئة الخامسة والستين عاماً فما فوق. وتوزع التركيب الجنسي للسكان بنسبة 49.1% ذكور و50.9% إناث.